# Єгорова Ірина Костянтинівна
Єгорова Ірина Костянтинівна ( 18 січня 1920 м. Курськ, РФ —  8 березня 2017, м.Суми, Сумська область, Україна)— лікар-хірург, організатор охорони здоров'я Сумщини, засновник онкологічної служби в Сумській області, головний лікар Сумської обласної лікарні (1957—1980), заслужений лікар УРСР, лауреат Народної премії «Гордість Сумщини», була відзначена численними нагородами, а її ім'я внесено в книгу «Золотий фонд нації».

## Біографія
Ірина Костянтинівна народилася в м. Курськ 18 січня 1920 року. Її батько, Костянтин Михайлович Єгоров, працював агрономом, а мама, Єлизавета Євгеніївна Васильєва, котра походила з дворянської родини, закінчила Смольний інститут, була вчителем — викладала російську мову та літературу в навчальних закладах Харкова. Із самого дитинства Ірині довелося переживати труднощі, оскільки батько помер, коли їй виповнилося лише три роки. Ірина була дуже енергійною та сміливою дитиною, активність характеру вона зберегла на все життя.
Коли почалася війна, Ірина, будучи студенткою Харківського медінституту, прийшла до військкомату і  просила відправити її на фронт. Після закінчення інституту в м. Чкаловськ (нинішній Оренбург) у 1943 р. вона пішла захищати Батьківщину. Працювала ординатором-хірургом в армійському шпиталі, який був спочатку у складі I Українського, потім — III Білоруського фронту. В цьому шпиталі пройшла по дорогах війни через Білорусь, Литву, Польщу. В травні 1945 р. була однією з тих, хто розписався на Рейхстазі у Берліні. Війна загартувала характер і дала безцінний досвід.
Після Перемоги, 8 вересня 1945 року Ірина Костянтинівна одружилася з Сумбатом Тартатовичем Капрельянцем. Познайомились вони в 1939 році, під час вступу до Харківського медінституту і стали супутниками як у приватному, так і в професійному житті. Розпочали свою післявоєнну діяльність у Харкові, де і народився їх перший син — Олександр, а молодший, Арсеній, — в Латвії. Сини пішли шляхом батьків, Олександр Капрельянц — лікар, кандидат медичних наук, доктор біологічних наук, професор. Працює в галузі кріобіології та кріомедицини. Молодший син Арсеній теж обрав свій життєвий шлях у науку. Він доктор наук, професор. Нині очолює один з відділів Московського інституту імені Баха. Його наукові праці відомі далеко за межами країни.

## Професійна діяльність
В повоєнні роки Єгорова працювала у Харкові лікарем шпиталю для інвалідів війни, в Латвії - завідувачка амбулаторії.
В 1949 році  Ірина Костянтинівна - хірург обласного онкологічного диспансеру в м. Суми, а згодом і до 1957 року очолювала цей лікувальний заклад. Вона була засновником онкологічної служби в Сумської області.
З 1957 до 1980 роки -  головний лікарь Сумської обласної лікарні.   З ініціативи Єгорової було оновлено матеріально-технічний стан установи,  створено службу санітарної авіації, вперше в області відкриті відділення дитячої хірургії,   гематологічне, нейрохірургічне, ендокринологічне, ортопедичне та ін., збудовані нові корпуси обласної лікарні та створена сучасна клінічна база для надання спеціалізованої медичної допомоги.
У Сумській обласній лікарні на той час була одна з кращих в Україні клінічно-діагностична лабораторія. На її базі  проводилися семінари та лекції, запрошувалися на консультацію професори з Харкова і Києва, були впроваджені патолого-анатомічні конференції, які проходили регулярно. Вони допомагали підвищити якість лікування та уникнути повторення помилок.
Ірина Костянтинівна значну увагу приділяла підготовці і підвищенню кваліфікації лікарів та середнього медперсоналу, їх атестації, розвитку спеціалізованих видів медичної допомоги в районах і містах.
Під керівництвом Єгорової колектив обласної лікарні неодноразово відзначався нагородами Міністерств охорони здоров'я CРCР і УРСР, обласним відділом охорони здоров'я, центральним і республіканським комітетами профспілки медичних працівників тa місцевими органами влади.
8 березня 2017 року завершилось земне життя Ірини Костянтинівни Єгорової — щирої і радісної людини, ідейного натхненника, невтомного капітана обласної лікарні.

## Нагороди
- орденами Леніна
- орденом Трудового Червоного Прапору
- орденом Червоної Зірки
- орденом Вітчизняної війни 2-го ст.
- орденом Богдана Хмельницького
- орденом Святого Георгія Побідоносця
- медалями За бойові заслуги
- Лауреат Народної премії «Гордість Сумщини»
- Заслужений лікар УРСР

## Ушанування пам'яті
На  честь  І. К. Єгорової на фасаді Сумської обласної лікарні 8 травня 2018 р. урочисто відкрито меморіальну дошку, а її ім'я внесено в книгу «Золотий фонд нації».

## Публікації
1. На варті здоров'я // Не впізнати тебе, Сумщино! / редкол.: П. Анікеєнко, І. Т. Гриченко, П. Крюк та ін ; упоряд. І. Т Тарасенко. — Харків : Прапор, 1967. — С. 192—193.
2. Некоторые данные об истории Сумской областной больницы // Медицинское образование в классических университетах: история и современность: материалы междунар. науч.-практ. конф. 16–17 мая 2002 г., г. Сумы / СумГУ ; Сум. обл. упр. здравоохранения ; под ред. К. К. Васильева. — Суми, 2002. — С. 123—127.
3. Сумська обласна лікарня 65 років: [буклет] / Комунальний заклад обласної ради Сумська обласна клінічна лікарня. — Суми, 2013. — С. 4.
4. Здоров'я людини — державна справа // Ленінська правда. — 1971. — 24 лют. — С. 2.
5. Поліпшуємо медичну допомогу // Ленінська правда. — 1977. — 9 жовт. — С. 2.
6. Вчиться молодь у ветеранів // Ленінська правда. — 1981. — 23 груд. — С. 3.